# Alcaloïde

La caféine est un alcaloïde de la famille des méthylxanthines, présent dans de nombreux aliments, qui agit comme stimulant psychotrope et comme léger diurétique.

Les alcaloïdes sont des molécules à bases azotées, le plus souvent hétérocycliques, très majoritairement d'origine végétale. Ils peuvent se présenter sous forme de molécules organiques hétérocycliques azotées basiques. Associés à l'essor de l'industrie pharmaceutique, ils ont permis d'ouvrir le domaine des « médicaments chimiques » à partir de la fin du XIXe siècle.
À l'instar d'un grand nombre de produits naturels, la quasi-totalité des noms communs d'alcaloïdes portent une terminaison en « -ine », comme la nicotine, la caféine, l'atropine, l'ibogaïne, l'émétine, l'ergine ou la morphine. Habituellement en chimie biologique, les alcaloïdes sont des dérivés des acides aminés. On les trouve sous forme de mélanges complexes, souvent à base de plusieurs, voire de dizaines de molécules d'alcaloïdes différentes, avec leurs précurseurs, en tant que métabolites secondaires, principalement chez les végétaux, les champignons et quelques groupes animaux peu nombreux. Il existe un type d'alcaloïdes contenant deux atomes d'azote dans le noyau aromatique et qui n'est pas d'origine naturelle, c'est le groupe des pyrazoles.
Sous forme purifiée, ces molécules dévoilent très souvent une toxicité aiguë, ainsi qu'à plus faibles doses, une activité pharmacologique apaisante, non sans effets d'accoutumance ou une toxicité chronique à long terme. Mais les proportions infimes de caféine d'un café, de cocaïne d'une feuille sèche de coca, de nicotine du tabac mâché ou chiqué ont été acceptées dans diverses cultures humaines, souvent très anciennes : il est parfois difficile de préciser si c'est malgré ou en raison de leurs diverses actions psychotropes, psychoactives, stimulantes, dopantes, toniques, vomitives, calmantes, dormitives, et analgésiques.
En effet, les molécules d'alcaloïdes à l'état pur, les plus connues, sont souvent hautement toxiques comme la strychnine, l'aconitine, l'atropine, la cocaïne... mais certaines, du fait de leur action physiologique puissante, sont efficacement employées en dosage mesuré et contrôlé dans la médecine ou thérapeutique moderne. Il s'agit, par exemple, de propriétés analgésiques avec la morphine ou la codéine, dans le cadre de protocoles de sédation (anesthésie) souvent accompagnés d'hypnotiques, ou bien d'un usage comme agent antipaludéen (quinine, chloroquine) ou agent anticancéreux (vinblastine, vincristine), et même de la sédation aux opiacés avec l'ibogaïne.
Sorti des laboratoires chimiques entre 1819 et 1827, le mot alcaloïde se rapporte à l'origine à un « comportement chimique semblable à un alcali, c'est-à-dire à tout corps basique en milieu aqueux » au cours de l'opération d'extraction en milieu liquide de base forte, solubilisant le ou les solutés basiques dits alcaloïdes. Il a été employé au siècle suivant pour décrire n'importe quelle base de Lewis contenant un hétérocycle azoté ou, improprement, une fonction amine. À cause du doublet électronique non liant de l'azote, les alcaloïdes sont considérés comme des bases de Lewis.

## Historique
Le terme alcaloïde, attesté en français en 1827, peut être décomposé par la racine alcali* signifiant "base ou à caractère alcalin ou basique" et le suffixe -oïde* signifiant, "semblable à, de même forme, de même comportement". Le suffixe d'origine gréco-romaine dérive du grec ancien εἶδος / eīdos, «forme ». La racine vient du latin médiéval alkali, emprunté lui-même à l'arabe al-qétiyi par sa forme commune al qate, al qaly القالي "la soude", plante du genre Salsola dont on a extrait pendant longtemps un carbonate de sodium plus ou moins pur, dénommé "soude", à partir duquel on pouvait fabriquer de la soude caustique. Le terme al qali désignait aussi, à l'instar du mot soude en français à double emploi pour la plante salifère et la matière chimique soude, la cendre calcinée aux propriétés basiques.
La connaissance et l'usage des plantes à alcaloïdes, comme le pavot à opium ou l'aconit, sont très anciens, mais la connaissance de leurs substances actives ne date que du début du XIXe siècle.
En 1803, Charles Derosne, pharmacien et industriel français, est le premier à isoler un alcali végétal en extrayant de l'opium un mélange de narcotine et de morphine, mais il attribue la nature alcaline de son extrait à des résidus de préparation. L'année suivante, en 1804, Armand Seguin rapporte avoir trouvé un procédé de préparation de la morphine, mais il ne publie ses résultats qu'en 1814. Enfin, en 1805 en Westphalie, un assistant en pharmacie, Friedrich Sertürner, reconnaît la nature alcaline du principe somnifère de l'opium. Une dizaine d'années plus tard, il le nommera morphium en référence à Morphée, divinité des rêves dans la Grèce antique. Passées inaperçues à l'époque, ces découvertes faites en France et en Allemagne ne sont reconnues qu'en 1817, avec la preuve apportée par Sertürner que la morphine réagit avec l'acide pour former un sel.
La rivalité franco-allemande continue à être féconde puisque, entre 1817 et 1820, deux pharmaciens français, Pelletier et Caventou, découvrent une impressionnante série de composés actifs : caféine, émétine (de l'ipéca), strychnine (de la noix vomique), quinine et cinchonine (de l'écorce de quinquina).
Le terme « alcaloïde » est créé en 1819 par un pharmacien de Halle, Wilhelm Meissner (de) (1792-1853).
L'élucidation des structures chimiques des alcaloïdes ne débute qu'en 1870 avec celle de la plus simple, la coniine, par Schiff, et certains ne révéleront leur structure qu'à la fin du XXe siècle, au long duquel Maurice-Marie Janot et ses élèves en auront isolé, analysé et synthétisé plus d’une centaine, établissant, en 1953, la structure de la corynanthéine, étape majeure dans le progrès de la chimie des alcaloïdes.

## Détection des alcaloïdes
Les alcaloïdes ont la propriété de former des sels et d'avoir un goût amer.
La caractérisation de la présence d'alcaloïde peut se faire par précipitation à l'aide de :
- réactif silicotungstique : réactif de Bertrand ;
- réactif phosphotungstique : réactif de Scheibler ;
- réactif phosphomolybdique : réactif de Try-Sonenschein ;
- réactif phosphoantimonique : réactif Schulze ;
- iodure de potassium : réactif de Bouchardat ;
- tétraiodomercurate de potassium : réactif de Valser-Mayer ;
- iodobismuthate de potassium : réactif de Dragendorff ;
- iodoplatinate de potassium ;
- acide picrique ;
- tanins.

De nombreuses autres méthodes comme la chromatographie sont également employées pour identifier et doser la molécule.

## Extraction des alcaloïdes
Comme les alcaloïdes se trouvent le plus souvent sous forme de sels d’acides minéraux ou organiques, et parfois leur combinaison (dont les tanins en particulier), on pulvérise les plantes avec un alcalin.
Leur mode d'extraction est très variable selon la nature de l'alcaloïde, mais on trouve typiquement deux schémas d'extraction : par un solvant apolaire en milieu alcalin ou par un solvant polaire en milieu acide (de Brönsted).

### Solvant non polaire en milieu alcalin
- La plante sèche est pulvérisée et humectée avec une solution aqueuse alcaline (chaux, l'ammoniaque NH4+OH-, soude pour déplacer les bases fortes)
- Extraction avec un solvant organique non polaire
- Le marc est éliminé
- La solution organique (alcaloïdes, lipides, pigments) est conservée
- On concentre par un chauffage doux, ou par un évaporateur rotatif
- On effectue sur le concentré un épuisement par un acide dilué (généralement on utilise l’acide sulfurique 0.5 N), puis on procède à une extraction (liquide – liquide)
- La solution aqueuse acide est alcalinisée
- On procède à un nouvel épuisement par un solvant organique non miscible (éther, chloroforme, xylène)
- On obtient une solution organique alcaloïde, qu’il faut alors concentrer par évaporation
- On obtient alors un résidu d’alcaloïdes bruts

### Alcool acide
- La plante sèche est pulvérisée en présence d'alcool acide
- On procède à une lixiviation
- Le marc est rejeté
- La solution extraite (alcaloïdes, amines, résines, pigments) est évaporée
- Cette solution est reprise par un acide dilué (la solution aqueuse acide obtenue contient des sels d’alcaloïdes impurs)
- La solution aqueuse acide est alors alcalinisée pour saponifier les sels d'alcaloïdes
- On procède ensuite à l'épuisement par un solvant non miscible (éther, xylène, chloroforme)
- On sépare la solution organique d’alcaloïdes
- On évapore cette solution pour obtenir un résidu d’alcaloïdes bruts

On procède enfin aux réactions de précipitation des alcaloïdes pour vérification.

## Classifications
On estime actuellement que plus de 8 000 composés naturels ont été identifiés comme alcaloïdes. Tous les ans, une centaine de nouvelles molécules seraient ajoutées par les scientifiques du monde entier. Afin de pouvoir mieux maîtriser cette grande liste, trois types de classification des alcaloïdes ont été proposées suivant :
1. Leurs activités biologiques et écologiques ;
2. Leurs structures chimiques ;
3. Leurs voies de biosynthèse.

### Classification structurale
Ils ont longtemps été catégorisés et nommés en fonction du végétal, du fongique ou de l'animal dont ils étaient isolés.
À partir du XXIe siècle, ils sont catégorisés en fonction de leur structure chimique :
- groupe des azolidines (pyrrolidines) : Aniracétam (en), anisomycine, CX614 (en), dextromoramide, diphényl prolinol (en), acide domoïque, histapyrrodine (en), acide kaïnique, méthdilazine, oxacéprol, prolintane, pyrrobutamine, hygrine, cuscohygrine ;
- groupe des azines : pipéridine, conicine, trigonelline, arécaidine (en), guvacine (en), pilocarpine, cytisine, nicotine, spartéine, pelletiérine ;
- groupe des tropanes : atropine, hyoscyamine, cocaïne, ecgonine, scopolamine ;
- groupe des quinoléines : acridine, acide bicinchoninique, broxyquinoline (en), chlorquinaldol (en), cinchophène (en), clioquinol (en), déqualinium (en), dihydroquinine (en), dihydroquinidine (en), hydroxychloroquine, 8-hydroxyquinoléine, iodoquinol (en), acide kynurénique, méfloquine, nitroxoline (en), oxycinchophène (en), primaquine, quinine, quinidine, TSQ (en), topotécan, acide xanthurénique (en), strychnine, brucine, vératrine, cévadine, échinopsine
  - aminoquinolines : chloroquine, hydroxychloroquine, primaquine,
  - 8-aminoquinolines : primaquine, tafénoquine, rhodoquine, pamaquine ;
- groupe des isoquinoléines : diméthisoquine, quinapril, quinapirilate, débrisoquine, dichlorure de 2,2'-hexadécaméthylènediisoquinolinium, bromure de N-laurylisoquinolinium, narcéine, hydrastine, berbérine
  - les alcaloïdes de l'opium : 
    - naturels : morphine, codéine, thébaïne, papavérine, narcotine, noscapine,
    - semi-synthétiques : hydromorphone, hydrocodone, héroïne,
    - synthétiques : fentanyl, péthidine, méthadone, propoxyphène ;
- groupe des phényléthylamines (ce ne sont pas des alcaloïdes au sens propre, même si régulièrement classés comme tels) : MDMA, méthamphétamine, mescaline, éphédrine, cathine et cathinone ;
- groupe des indoles :
  - tryptamines : DMT, NMT (monométhyltryptamine), psilocybine, sérotonine, pseudophrynamine,
  - ergolines : les alcaloïdes de l'ergot du seigle (ergométrine, ergotamine, ergosine, ergovaline, ergokryptine, ergocornine, ergocristine, acide lysergique, etc.), ergine, LSD, etc.
  - bêta-carbolines : harmine, yohimbine, réserpine, émétine ;
- groupe des purines : 
  - xanthines : caféine, théobromine, théophylline ;
- groupe des terpénoïdes : 
  - les alcaloïdes de l'aconit napel : aconitine,
  - solanidine, solasodine, batrachotoxine, delphinine,
  - stéroïdes : solanine, samandarin ;
- groupe des bétaïnes (composés d'ammonium quaternaire, ce ne sont pas des alcaloïdes au sens propre, même si régulièrement classés comme tels) : muscarine, choline, neurine ;
- groupes des pyrazoles.

### Classification biogénétique
Les alcaloïdes peuvent être classés en fonction de leur précurseur avant leur synthèse dans une voie biologique. On distingue alors trois grandes classes selon qu'ils possèdent ou non un acide aminé comme précurseur direct, et qu'ils comportent ou non un atome d'azote dans un hétérocycle.
|                   | Dérivé d'acide aminé | Hétérocycle azoté |
| Alcaloïdes vrais  | oui                  | oui               |
| Proto-alcaloïdes  | oui                  | non               |
| Pseudo-alcaloïdes | non                  |                   |

Les alcaloïdes vrais dérivent d'acides aminés et comportent un atome d'azote dans un système hétérocyclique. Ce sont des substances douées d'une grande activité biologique, même à faibles doses. Ils apparaissent dans les plantes, soit sous forme libre, soit sous forme d'un sel, soit comme N-oxide.
Les proto-alcaloïdes sont des amines simples, dont l'azote n'est pas inclus dans un hétérocycle. Ils dérivent aussi d'acides aminés.
Les pseudo-alcaloïdes ne sont pas dérivés d'acides aminés. Ils peuvent cependant être indirectement liés à la voie des acides aminés par l'intermédiaire d'un de leurs précurseurs, ou d'un de leurs postcurseurs (dérivés). Ils peuvent aussi résulter d'amination, ou de réaction de transamination dans une voie connectée avec les précurseurs ou les postcurseurs d'acides aminés.
Tadeusz Aniszewski propose la classification suivante, basée sur les précurseurs dans la voie biologique de synthèse.
| Précurseur                    | Groupe d'alcaloïdes                           | Noyau caractéristique         | Exemples |
| ----------------------------- | --------------------------------------------- | ----------------------------- | --- |
| L-ornithine                   | Alcaloïdes pyrrolidiniques                    | Pyrrolidine                   | Cuscohygrine, Hygrine |
| L-ornithine                   | Alcaloïdes tropaniques                        | Tropane                       | Atropine, Cocaïne, Hyoscyamine, Scopolamine                                                                                 |
| L-ornithine                   | Alcaloïdes pyrrolizidiniques                  | Pyrrolizidine                 | Acétyl-lycopsamine, Europine, Homospermidine, Ilamine, Mételoidine, Rétronécine                                             |
| L-lysine                      | Alcaloïdes pipéridiniques                     | Pipéridine                    | Anaférine, conine, Lobélanine, Lobéline, Pelletiérine,Pipéridine, Pipérine, Sédamine                                        |
| L-lysine                      | Alcaloïdes quinolizidiniques                  | Quinolizidine                 | Cytisine, Lupinine, Spartéine                                                                                               |
| L-lysine                      | Alcaloïdes indolizidiniques                   | Indolizidine                  | Castanospermine, Swainsonine                                                                                                |
| L-tyrosine                    | Alcaloïdes tétrahydroisoquinoliniques simples | Benzyltétrahydroisoquinoline  | Codéine, Morphine, Norcoclaurine, Papavérine, Tétrandine, Thébaïne, Tubocurarine                                            |
| L-tyrosine ou L-phénylalanine | Alcaloïdes phényléthylisoquinoliniques        | Alcaloïdes des Amaryllidacées | Crinine, Floramultine, Galantamine, Lycorine                                                                                |
| L-tryptophane                 | Alcaloïdes indoliques                         | Indole                        | - Arundacine, Psilocine, Sérotonine, Tryptamine, Zolmitriptan - Elaeagnine, Harmine - Ajmalicine, Catharantine, Tabersonine |
| L-tryptophane                 | Alcaloïdes quinoléiniques                     | Quinoléine                    | Chloroquinine, Cinchonidine, Quinine, Quinidine                                                                             |
| L-tryptophane                 | Alcaloïdes pyrroloindoliques                  | Indole                        | A-yohimbine, Chimonanthéine, Corynanthéidine                                                                                |
| L-tryptophane                 | Alcaloïdes de l'ergot de seigle               | Ergoline                      | Ergotamine, Ergokryptine |
| L-histidine                   | Alcaloïdes imidazoliques                      | Imidazole                     | Histamine, Pilocarpine, Pilosine                                                                                            |
| L-histidine                   | Alcaloïdes manzaminiques                      | Xestomanzamine                | Xestomanzamine A et B |
| L-arginine                    | Alcaloïdes marins                             | β-carboline                   | Saxitoxine, Tétrodotoxine                                                                                                   |
| Acide anthranilique           | Alcaloïdes quinazoliniques                    | Quinazoline                   | Péganine |
| Acide anthranilique           | Alcaloïdes quinoléiniques                     | Quinoléine                    | Acutine, Bucharine, Dictamine, Foliodine, Perforine, Skimmianine                                                            |
| Acide anthranilique           | Alcaloïdes acridoniques                       | Acridine                      | Acronycine, Rutacridone |
| Acide nicotinique             | Alcaloïdes pyridiniques                       | Pyridine Pyrrolidine          | Anabasine, Cassinine, Evoline, Nicotine, Wilforine                                                                          |

Les proto-alcaloïdes sont des composés dans lesquels l'atome d'azote N dérivé d'un acide aminé ne fait pas partie d'un hétérocycle.
| Précurseur    | Groupe d'alcaloïdes          | Noyau caractéristique | Exemples                                                                |
| ------------- | ---------------------------- | --------------------- | ----------------------------------------------------------------------- |
| L-tyrosine    | Alcaloïdes phényléthylaminés | Phényléthylamine      | Adrénaline, Anhalamine, Dopamine, Noradrénaline, Hordenine, Mescaline : |
| L-tryptophane | Alcaloïdes indoloterpéniques | Indole                | Yohimbine                                                               |
| L-ornithine   | Alcaloïdes pyrrolizidiniques | Pyrrolizidine         | 4-hydroxy-stachydrine, Stachydrine                                      |

Les pseudo-alcaloïdes sont des composés dont le squelette carboné de base ne dérive pas d'acides aminés.
| Précurseur      | Groupe d'alcaloïdes          | Noyau caractéristique | Exemples                                                                     |
| --------------- | ---------------------------- | --------------------- | ---------------------------------------------------------------------------- |
| acétate         | Alcaloïdes pipéridiniques    | Pipéridine            | Coniine, Conicéine, Pinidine                                                 |
| acétate         | Alcaloïdes sesquiterpéniques | Sesquiterpène         | Cassinine, Évonine, Maymyrsine, Wilforine                                    |
| acide pyruvique | Alcaloïdes de l'Ephédra      | Phényle C             | Cathine, Cathinone, Éphédrine, Noréphédrine                                  |
| acide férulique | Alcaloïdes aromatiques       | Hényle                | Capsaïcine                                                                   |
| géraniol        | Alcaloïdes terpéniques       | Terpénoïdes           | Aconine, Aconitine, Méthyllycaconitine, Actinidine (en), Atisine, Gentianine |
| saponines       | Alcaloïdes stéroïdiques      |                       | Cholestane, Conessine, Jervine, Etioline, Prégnénolone, Solanidine           |

## De l'intérêt actuel des alcaloïdes
Du fait de leurs rôles physiologiques ou de leurs activités biologiques spécifiques, les molécules alcaloïdes restent des importants réactifs biologiques. Elles présentent un intérêt toujours actuel en thérapeutique. Si la recherche des principes actifs continue activement en ce qui concerne les plantes médicinales et/ou toxiques, les alcaloïdes connus sont des produits de base de la pharmacie. En 1995, ils représentaient en valeur dans l'industrie pharmaceutique environ 1,5 milliard de francs, au même rang que les hormones, chiffre dépassé par les vitamines comptant 1,8 milliard de francs, mais dépassant en valeur les antibiotiques représentant 1,2 milliard de francs.
La nicotine est un insecticide végétal naturel. Ses effets sont multipliés si le composé toxique est ajouté à une émulsion d'huile végétale, cette dernière étant un insecticide de contact agissant par obstruction du système respiratoire.
Le mécanisme d'action étant l'asphyxie, l'apparition d'une résistance aux effets insecticides est donc impossible.
L'ensemble est assez vite biodégradable. La ryanodine a été employée comme insecticide végétal.